# Urodexiomima javanensis
Urodexiomima javanensis är en tvåvingeart som först beskrevs av Macquart 1835.  Urodexiomima javanensis ingår i släktet Urodexiomima och familjen parasitflugor. Inga underarter finns listade i Catalogue of Life.